# Istrian Spring Trophy 2008
L'Istrian Spring Trophy 2008, quarantottesima edizione della corsa, valevole come prova del circuito UCI Europe Tour 2008 categoria 2.2, si svolse in tre tappe, precedute da un cronoprologo, dal 13 al 16 marzo 2008 per un percorso totale di 464,4 km, con partenza da Pisino ed arrivo a Rovigno. Fu vinto dall'italiano Eddy Ratti della squadra Nippo-Endeka, che si impose in 10 ore 57 minuti e 27 secondi alla media di 42,38 km/h.
Al traguardo di Rovigno 126 ciclisti conclusero la competizione.

## Tappe
| Tappa  | Data     | Percorso                 | km    | Vincitore di tappa | Leader cl. generale |
| ------ | -------- | ------------------------ | ----- | ------------------ | ------------------- |
| prol.  | 13 marzo | Pisino (Cronometro ind.) | 1,5   | Kristijan Koren    | Kristijan Koren     |
| 1ª     | 14 marzo | Parenzo > Albona         | 143   | Ivan Fanelli       | Ivan Fanelli        |
| 2ª     | 15 marzo | Orsera > Montona         | 163   | Eddy Ratti         | Eddy Ratti          |
| 3ª     | 16 marzo | Orsera > Rovigno         | 141   | Kim Nielsen        | Eddy Ratti          |
| Totale | Totale   | Totale                   | 442,3 |                    |                     |

## Squadre partecipanti
| N.    | Cod. | Squadra                         |
| ----- | ---- | ------------------------------- |
| 1-6   |      | Puris-Kamen Pazin               |
| 7-12  | TSP  | Team Sparkasse                  |
| 13-17 |      | Dinamo-Sekrom Bucuresti         |
| 18-22 |      | Team Motomat ECT1               |
| 23-28 | NTC  | Team Cube                       |
| 29-34 |      | Brisot Cardin Bibanese          |
| 35-39 | ISA  | Isaac                           |
| 40-45 | TET  | Thüringer Energie Team          |
| 46-51 | NEP  | Nippo-Endeka                    |
| 52-57 | CZP  | Centri della Calzatura-Partizan |
| 58-63 |      | Team Jenatec                    |
| 64-69 | LKT  | LKT Brandenburg                 |
| 70-75 |      | Ked-Bianchi Team Berlin         |
| 76-80 | KTM  | Arbö-KTM-Junkers                |
| 81-86 | CCB  | Cycling Club Bourgas            |
| 87-92 |      | Tzar Simeon                     |
| 93-98 | GLU  | Glud & Marstrand Horsens        |

| N.      | Cod. | Squadra                        |
| ------- | ---- | ------------------------------ |
| 99-104  |      | Team Stadler                   |
| 105-110 |      | Saxonia Regional               |
| 111-116 |      | Athleticum                     |
| 117-122 | ADR  | Adria Mobil                    |
| 123-128 | SAK  | Sava                           |
| 129-134 | PER  | Perutnina Ptuj                 |
| 135-140 | CIN  | Cinelli-OPD                    |
| 141-146 | TMB  | Joker-Bianchi                  |
| 147-152 | ITA  | Team Ista                      |
| 153-158 | TMH  | Mapei-Heizomat                 |
| 159-164 |      | LG Mountainstoo-Espoirs Robert |
| 165-170 | VLA  | Team Vlassenroot               |
| 171-176 | SVK  | Slovacchia                     |
| 177-182 | RAR  | Radenska kd financial point    |
| 183-187 | SRB  | Serbia                         |
| 188-193 | LOB  | Loborika Favorit Team          |
| 194-197 | CCC  | CCC Polsat Polkowice           |

## Dettagli delle tappe

### Prologo
- 13 marzo: Pisino – Cronometro individuale – 1,5 km

Risultati
| Pos. | Corridore       | Squadra        | Tempo |
| ---- | --------------- | -------------- | ----- |
| 1    | Kristijan Koren | Perutnina Ptuj | 1'57" |
| 2    | Blaž Jarc       | Adria Mobil    | a 3"  |
| 3    | Jure Zrimšek    | Adria Mobil    | s.t.  |

| Pos. | Corridore       | Squadra        | Tempo |
| ---- | --------------- | -------------- | ----- |
| 1    | Kristijan Koren | Perutnina Ptuj | 1'57" |
| 2    | Blaž Jarc       | Adria Mobil    | a 3"  |
| 3    | Jure Zrimšek    | Adria Mobil    | s.t.  |

### 1ª tappa
- 14 marzo: Parenzo > Albona – 143 km

Risultati
| Pos. | Corridore       | Squadra        | Tempo    |
| ---- | --------------- | -------------- | -------- |
| 1    | Ivan Fanelli    | Cinelli-Opd    | 3h32'44" |
| 2    | Kristijan Koren | Perutnina Ptuj | a 2"     |
| 3    | Vladimir Kerkez | Sava           | s.t.     |

| Pos. | Corridore       | Squadra        | Tempo    |
| ---- | --------------- | -------------- | -------- |
| 1    | Ivan Fanelli    | Cinelli-Opd    | 3h34'33" |
| 2    | Kristijan Koren | Perutnina Ptuj | a 3"     |
| 3    | Vladimir Kerkez | Sava           | a 11"    |

### 2ª tappa
- 15 marzo: Orsera > Montona – 146 km

Risultati
| Pos. | Corridore       | Squadra        | Tempo    |
| ---- | --------------- | -------------- | -------- |
| 1    | Eddy Ratti      | Nippo-Endeka   | 4h03'38" |
| 2    | Robert Vrečer   | Radenska       | a 7"     |
| 3    | Radoslav Rogina | Perutnina Ptuj | a 9"     |

| Pos. | Corridore       | Squadra        | Tempo    |
| ---- | --------------- | -------------- | -------- |
| 1    | Eddy Ratti      | Nippo-Endeka   | 7h38'20" |
| 2    | Kristijan Koren | Perutnina Ptuj | a 14"    |
| 3    | Radoslav Rogina | Perutnina Ptuj | a 15"    |

### 3ª tappa
- 16 marzo: Orsera > Rovigno – 141 km

Risultati
| Pos. | Corridore          | Squadra       | Tempo    |
| ---- | ------------------ | ------------- | -------- |
| 1    | Kim Nielsen        | Glud & Marst. | 3h19'07" |
| 2    | Aldo Ino Ilešič    | Sava          | s.t.     |
| 3    | Alexander Kristoff | Joker-Bianchi | s.t.     |

| Pos. | Corridore       | Squadra        | Tempo     |
| ---- | --------------- | -------------- | --------- |
| 1    | Eddy Ratti      | Nippo-Endeka   | 10h57'27" |
| 2    | Kristijan Koren | Perutnina Ptuj | a 14"     |
| 3    | Radoslav Rogina | Perutnina Ptuj | a 15"     |

## Classifiche finali

### Classifica generale
| Pos. | Corridore            | Squadra         | Tempo     |
| ---- | -------------------- | --------------- | --------- |
| 1    | Eddy Ratti           | Nippo-Endeka    | 10h57'27" |
| 2    | Kristijan Koren      | Perutnina Ptuj. | a 14"     |
| 3    | Radoslav Rogina      | Perutnina Ptuj  | a 15"     |
| 4    | Robert Vrečer        | Radenska        | a 18"     |
| 5    | Robert Kišerlovski   | Adria Mobil     | a 26"     |
| 6    | Miguel Ángel Rubiano | Centri Calzat.  | a 38"     |
| 7    | Luca Zanasca         | Centri Calzat.  | a 40"     |
| 8    | Ivan Fanelli         | Cinelli-Opd     | a 42"     |
| 9    | Hrvoje Miholjević    | Loborika        | a 44"     |
| 10   | Matija Kvasina       | Perutnina Ptuj  | a 46"     |

### Classifica sprint
| Pos. | Corridore     | Squadra        | Punti |
| ---- | ------------- | -------------- | ----- |
| 1    | Luca Zanasca  | Centri Calzat. | 10    |
| 2    | Mitja Mahorič | Perutnina Ptuj | 10    |
| 3    | Jure Zrimšek  | Adria Mobil    | 6     |
| 4    | Nico Keinath  | Team Ista      | 5     |
| 5    | Rolf Hofbauer | Team Ista      | 5     |

### Classifica squadre
| Pos. | Squadra                         | Tempo     |
| ---- | ------------------------------- | --------- |
| 1    | Perutnina Ptuj                  | 32h53'40" |
| 2    | Centri della Calzatura-Partizan | a 1'14"   |
| 3    | Joker-Bianchi                   | a 1'29"   |
| 4    | Radenska kd financial point     | a 1'38"   |
| 5    | Athleticum                      | a 2'20"   |